# Pablo Roberto
Pablo Roberto Gonçalves da Silva (Feira de Santana, 17 de junho de 1980), mais conhecido por Pablo Roberto, é um assistente social e político brasileiro, filiado ao Partido da Social Democracia Brasileira, É o atual Vice-prefeito de Feira de Santana. Foi vereador de sua cidade natal e Deputado Estadual pela Bahia.

## Desempenho Eleitoral
| Ano  | Eleição                       | Cargo             | Partido | Partido | Coligação                                                                                                   | Titular              | Votos   | Votos  | Votos | Resultado             | Ref         |
| Ano  | Eleição                       | Cargo             | Partido | Partido | Coligação                                                                                                   | Titular              | Total   | %      | P.    | Resultado             | Ref         |
| ---- | ----------------------------- | ----------------- | ------- | ------- | --- | -------------------- | ------- | ------ | ----- | --------------------- | ----------- |
| 2012 | Municipal de Feira de Santana | Vereador          |         | PT      | Feira Vai Mudar! (PP, PT e PCdoB)                                                                           | —                    | 7.592   | 2,67%  | —     | Eleito                | [ 5 ] [ 6 ] |
| 2016 | Municipal de Feira de Santana | Vereador          |         | PHS     | Pra Frente Feira (PTB, PRP, PV, PATRIOTA e PHS)                                                             | —                    | 4.131   | 1,37%  | —     | Não Eleito (Suplente) | [ 7 ] [ 8 ] |
| 2022 | Estadual da Bahia             | Deputado Estadual |         | PSDB    | Sem coligação                                                                                               | —                    | 55.585  | 0,70%  | —     | Eleito                | [ 9 ]       |
| 2024 | Municipal de Feira de Santana | Vice-prefeito     |         | PSDB    | O Amor Sempre Vence (UNIÃO, REP, PL, PRD, PDT, PMB, Solidariedade, PRTB, Fed.PSDB Cidadania, MOBILIZA e DC) | José Ronaldo (UNIÃO) | 165.970 | 50,32% | 1°    | Eleito                | [ 10 ]      |